# Kolonia (Skarżysko Kościelne)
Kolonia – część wsi Skarżysko Kościelne w Polsce, położona w  województwie świętokrzyskim, w powiecie skarżyskim, w gminie Skarżysko Kościelne.
W latach 1975–1998 Kolonia administracyjnie należała do województwa kieleckiego.